# گری ا. وگنر
گری آلن وگنر (متولد سیاتل، واشینگتن در ۲۶ دسامبر ۱۹۴۴) ستاره‌شناس آمریکایی، استاد لید '۴۹ استاد فیزیک و نجوم در کالج دارتموت و دریافت کننده جایزه الکساندر فون هومبولت است. وگنر همچنین عضو گروه مشهور هفت ستاره‌شناس به نام هفت سامورایی بود که در دهه ۱۹۸۰ محل کشف جاذبه بزرگ را کشف کرد. وی تاکنون بیش از ۳۲۰ مقاله در زمینه نجوم و اخترفیزیک همکاری و نویسندگی داشته‌است.

## زندگی
گری وگنر در ایالت واشینگتن بزرگ شد و از سنین کودکی به نجوم علاقه‌مند و درگیر آن بود. اولین اثر منتشر شده وی (به عنوان یک نوجوان) شامل نقاشی‌هایی از سطح سیاره عطارد بود. در جوانی، وی یک تلسکوپ بزرگ را در حیاط خلوت خانه خود بنا کرد، و هنگامی که در دبیرستان بود، جایزه جستجوی استعدادهای علمی وستینگهاوس را دریافت کرد

## کار آکادمیک
گری وگنر در سال ۱۹۶۷ مدرک لیسانس خود را از دانشگاه آریزونا دریافت کرد و مدرک دکترا در رشته نجوم را از دانشگاه واشینگتن در سال ۱۹۷۱ دریافت کرد.
وی همچنین در رصدخانه کوه استروملو در قلمرو پایتختی استرالیا، دانشگاه آکسفورد، رصدخانه نجوم آفریقای جنوبی، دانشگاه دلاور، دانشگاه ایالتی پنسیلوانیا، رصدخانه ملی کیت پیک کار کرده‌است و از سال ۱۹۹۱ تا ۱۹۹۱ مدیر رصدخانه MDM بود. کار فعلی او روی کهکشانها متمرکز شده‌است و همچنین به دلیل مطالعه ستارگان کوتوله‌های سفید شناخته شده‌است.

## یادداشت
1. ↑  Who's Who in America
2. 1 2  Gary A. Wegner
3. ↑  Dressler, Alan. Voyage to the Great Attractor: Exploring Intergalactic Space. New York, Alfred A. Knopf, 1994.
4. ↑  SAO/NASA ADS at SAO: ADS Abstract Service
5. ↑  "STS 1963". Archived from the original on 2011-09-10. Retrieved 2011-08-14.
6. ↑  Personal Interview. July, 2007.